# Pier Giovanni Poli
Pier Giovanni Poli (Lumezzane, Lombardía, Italia, 5 de noviembre de 1957) es un atleta italiano retirado especializado en la prueba de maratón, en la que ha conseguido ser subcampeón europeo en 1990.

## Carrera deportiva
En el Campeonato Europeo de Atletismo de 1990 ganó la medalla de plata en la maratón, recorriendo los 42,195 km en un tiempo de 2:14:56 segundos, llegando a meta tras su compatriota Gelindo Bordin (oro con 2:14:02 s) y por delante del francés Dominique Chauvelier (bronce con 2:15:20 segundos).